# Richard Farnsworth
Richard Farnsworth (Los Ángeles, California, 1 de septiembre de 1920 - Lincoln, Nuevo México, 6 de octubre de 2000) fue un actor estadounidense.

## Juventud
Farnsworth nació en Los Ángeles, California, hijo de una ama de casa y un ingeniero. Creció durante la Gran Depresión y vivió junto a su tía, su madre y sus dos hermanas en el centro de Los Ángeles después de la muerte de su padre, cuando él tenía siete años.

## Carrera cinematográfica
Farnsworth estaba trabajando como mozo de establo en un campo de polo de Los Ángeles por 6 dólares a la semana cuando le ofrecieron una oportunidad de ganar 7 dólares al día más comida como especialista. En 1937, cuando tenía 16 años, comenzó montando caballos en películas como The Adventures of Marco Polo, con Gary Cooper. También realizó escenas peligrosas a caballo en películas como Un día en las carreras (1937), de los Hermanos Marx, y Gunga Din (1939). Lo que diferenció a Farnsworth del resto de actores de wéstern fue su transición de manera gradual de especialista hasta convertirse en actor. Hizo apariciones fugaces en numerosas películas, incluyendo Lo que el viento se llevó (1939), Río Rojo (1948), Salvaje (1953) y Los diez mandamientos (1956). Participó en el rodaje de Espartaco (1960), de Stanley Kubrick, durante once meses. Sin embargo, no fue hasta 1963 cuando consiguió su primera aparición en los créditos de una película.
Su carrera de actor se desarrolló, sobre todo, en wésterns, aunque también apareció en dos miniseries de televisión en 1977, Raíces y la breve pero aclamada por la crítica estadounidense The Boys of Twilight, de 1992, además de algunos anuncios en televisión. En 1979, Farnsworth fue nominado para el Óscar al mejor actor de reparto por la película de Alan J. Pakula Llega un jinete libre y salvaje (1978), actuando junto a Jane Fonda. Sin embargo, su despegue llegó cuando protagonizó al asaltante de diligencias Bill Miner en la película canadiense de 1982 The Grey Fox, por la cual ganó un premio Genie. En 1985 apareció en la miniserie canadiense Anne of Green Gables, ganando un premio Gemini por su papel como Matthew Cuthbert. Otra de sus actuaciones más conocidas fue como el sheriff Buster en la película Misery (1990), basada en la novela homónima de Stephen King.
En 1999 fue nominado de nuevo al Óscar al mejor actor por The Straight Story (también llamad Una historia verdadera y Una historia sencilla), interpretando a un hombre que conduce una cortadora de césped a lo largo de cientos de kilómetros para reconciliarse con su hermano. Cuando David Lynch le preguntó si quería participar en la simple pero emocional Una historia verdadera, Farnsworth no tenía ni idea de quién le hablaba. A Farnsworth no le gustaba la violencia ni las palabrotas, por lo que su agente tuvo mucho cuidado al contarle que Lynch fue el director de El hombre elefante. Afortunadamente le gustó la película. Cuando Farnsworth y Lynch se conocieron le volvió a repetir las cosas que le desagradaban y Lynch le aseguró que la película no tendría ninguna de estas cosas.
Farnsworth tiene una estrella en el Paseo de la Fama de Hollywood en el 1560 de Vine Street.

## Muerte
El actor, que tenía un cáncer terminal, se suicidó de un disparo en su rancho en Lincoln, Nuevo México, el 6 de octubre de 2000. Fue encontrado por la mujer con quien compartía su vida, Jule Vanvalin, y fue enterrado en el cementerio de Hollywood Hills, en Los Ángeles, junto a su esposa Margaret. Tenía 80 años.

## Premios y nominaciones
Premios Óscar
| Año  | Categoría              | Trabajo nominado                | Resultado |
| ---- | ---------------------- | ------------------------------- | --------- |
| 1979 | Mejor actor de reparto | Llega un jinete libre y salvaje | Nominado  |
| 2000 | Mejor actor            | The Straight Story              | Nominado  |